# Pietro Mocenigo

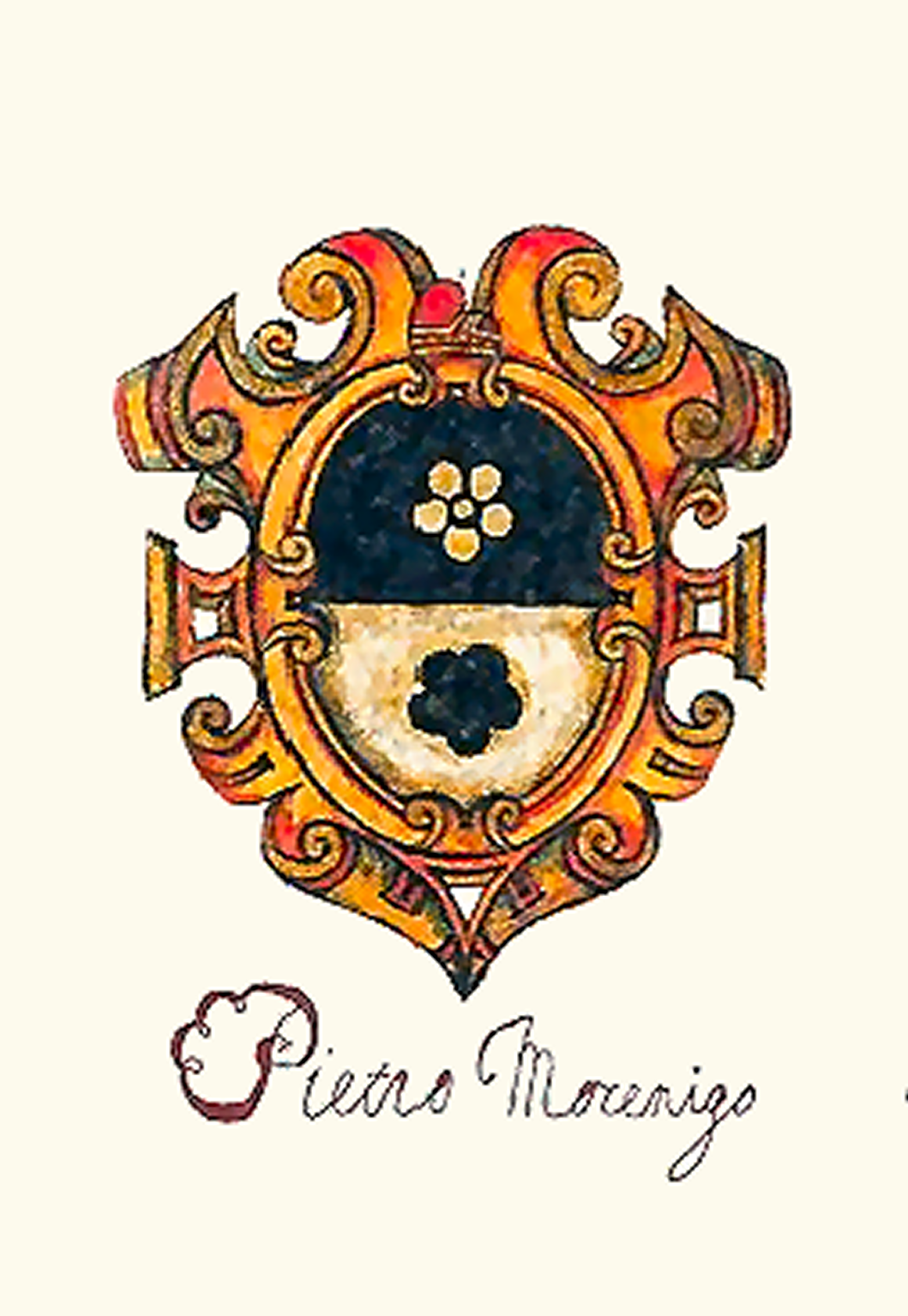
Brasão de Pietro Mocenigo

Pietro Mocenigo (1406 – 1476) foi o doge de Veneza  entre 1474 e 1476. Foi um dos grandes almirantes venezianos, e recuperou o poderio da frota veneziana após a derrota em Negroponte em 1470. Em 1472 capturou e destruiu Esmirna, e em 1473 colocou Chipre sob o protetorado de Veneza. Derrotou os turcos em Escodra, mas ali contraiu uma doença da qual veio a falecer.